# Hormathia coronata
Hormathia coronata är en havsanemonart som först beskrevs av Gosse 1858.  Hormathia coronata ingår i släktet Hormathia och familjen Hormathiidae. Inga underarter finns listade i Catalogue of Life.